# Ếch cây sần
Ếch cây sần (tên khoa học Kurixalus appendiculatus) là một loài ếch trong họ Rhacophoridae. Chúng được tìm thấy ở Brunei, Ấn Độ, Indonesia, Malaysia, Philippines, có thể cả Bhutan, có thể cả Myanmar, và có thể cả Thái Lan.
Môi trường sống tự nhiên của chúng là các khu rừng ẩm ướt đất thấp nhiệt đới hoặc cận nhiệt đới, đầm nước nhiệt đới hoặc cận nhiệt đới, vùng đất ẩm có cây bụi nhiệt đới hoặc cận nhiệt đới, sông, đầm lầy, đầm nước ngọt, và đầm nước ngọt có nước theo mùa. Loài này đang bị đe dọa do mất môi trường sống.

## Thư viện ảnh

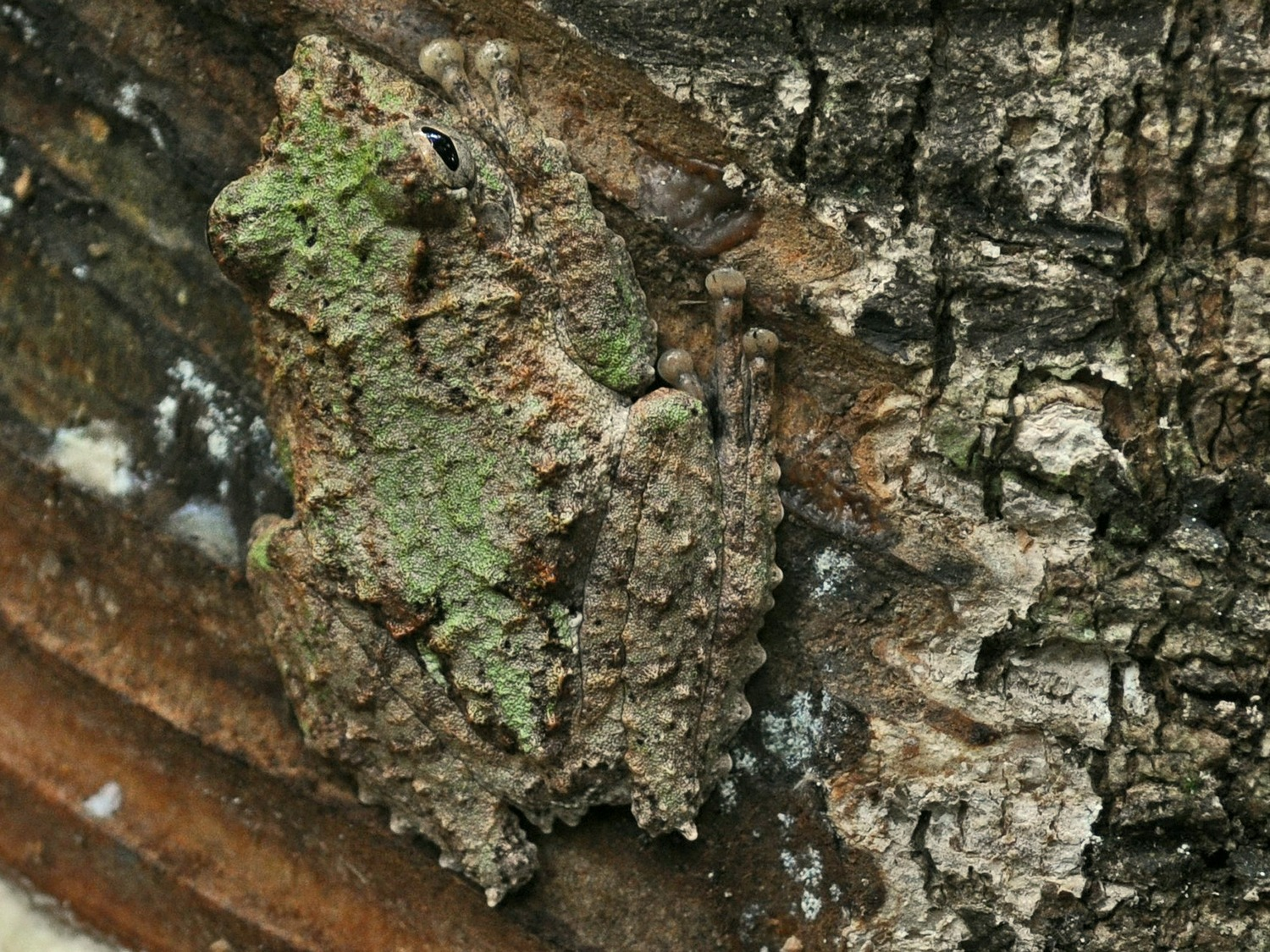
From Sambas, West Kalimantan
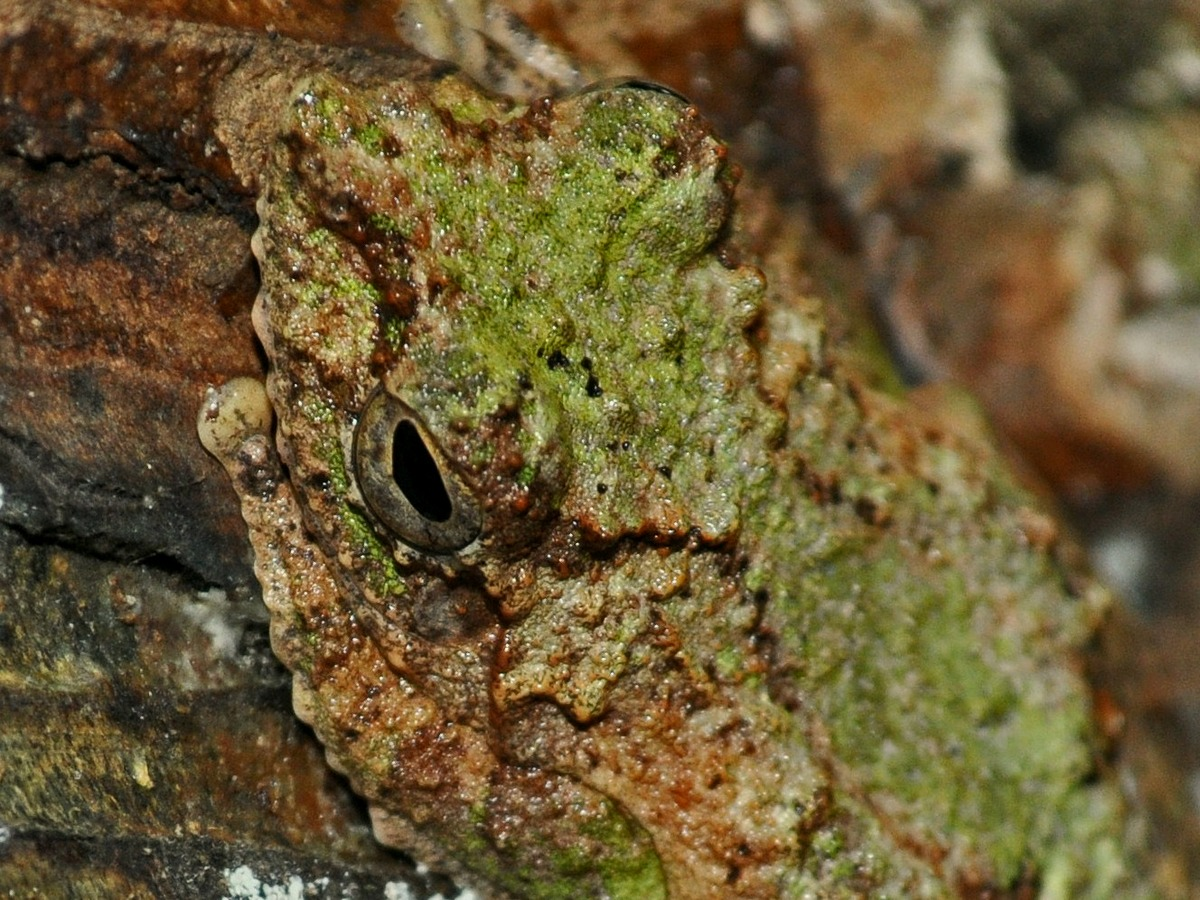
Head close up
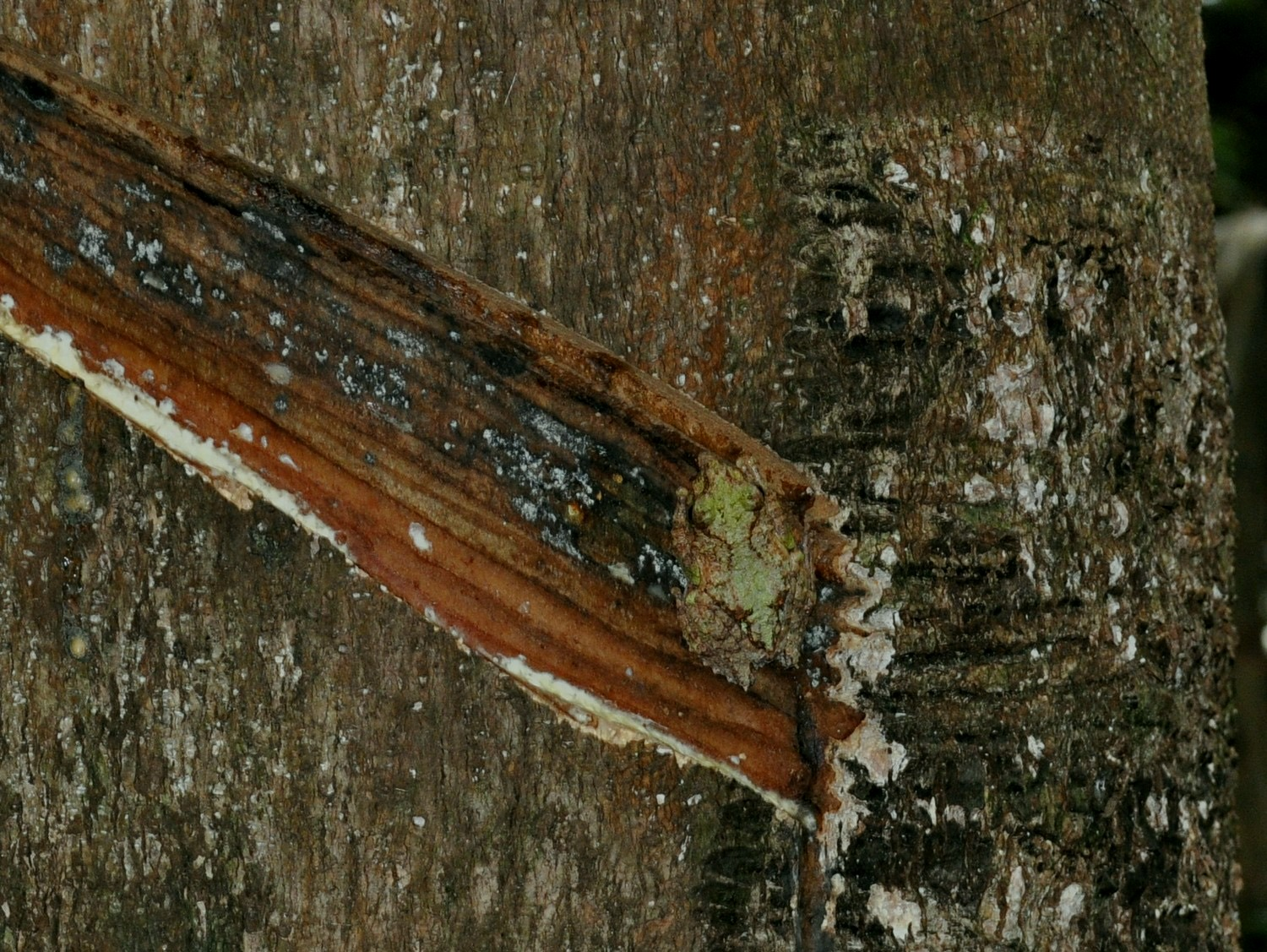
Mimicking Hevea tree bark
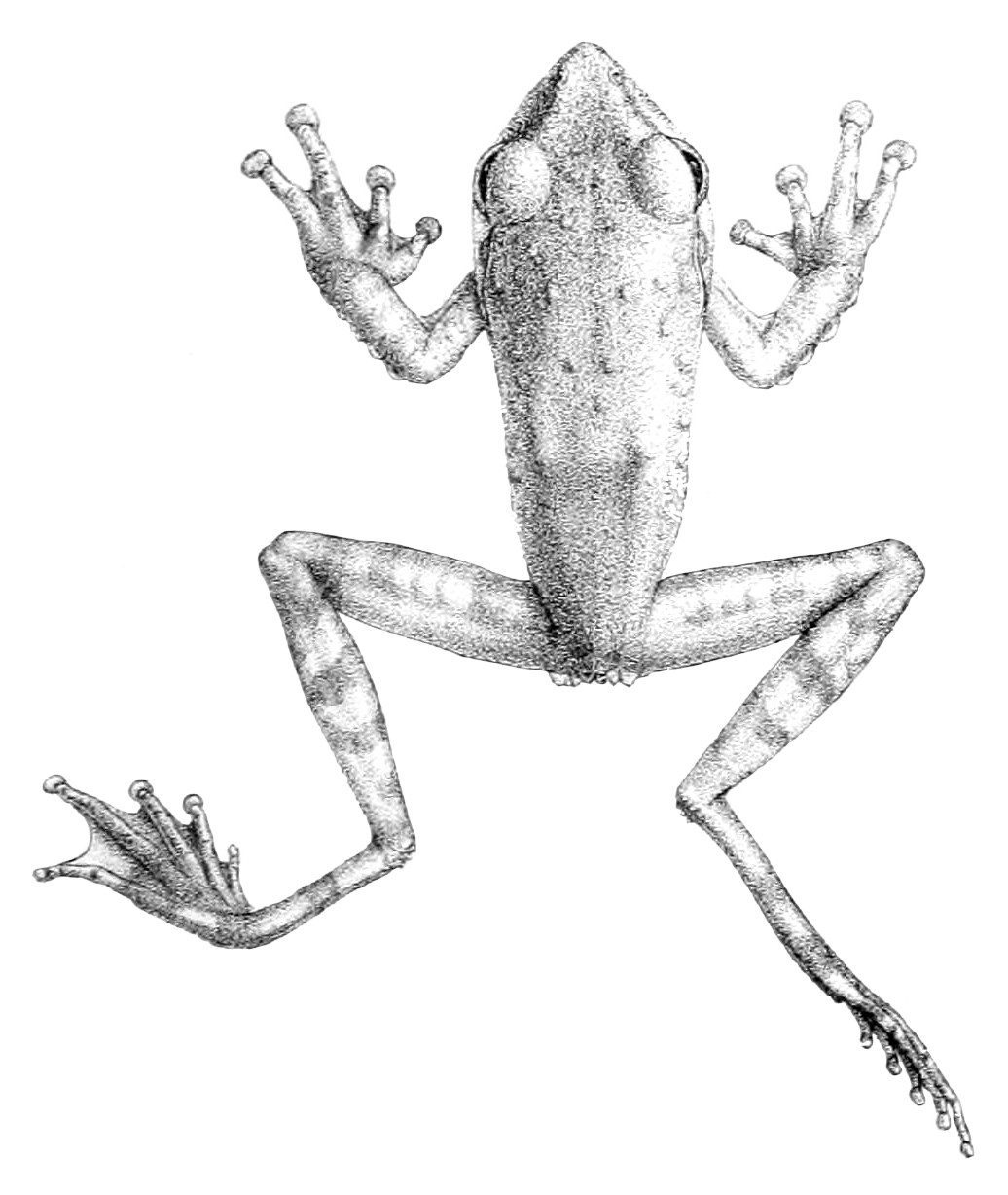